# 市町
市町（いちまち）とは近代以前に存在した商業区画のこと。
都城制において設けられた東西両市に関連する用語とみられ、『延喜式』の市司に関する規定にも登場するが、市の内部を指すとする説と市司の監督下にあった市の隣接条坊を指す説がある。『延喜式』編纂以降の律令制の弛緩と当時の都であった京都の都市環境の変化によって上京の三条・四条などに新たな商業地域が形成されると、東西両市の実態は失われていった。
中世に入り、各地に商業町が形成されると、そこに店舗を設ける形で成立した市場や商業地区のことを指して「市町」と呼ばれるようになる（市町の商人は行商人と対の関係になる）。近世においてはもっぱら市街地一般を指し、地方の都市以外の地域を指す田舎・在郷と対で扱われるようになった。